# Hollandia hadereje

## Hollandiahaderejének néhány összefoglaló adata
- Katonai költségvetés(2004): 9,408 milliárd amerikai dollár, a GDP 1,6%-ka.
- Teljes személyi állomány: 67 617 fő, beleszámolva a 6800 fős királyi katonai rendőrséget.
- Tartalék: 32 200 fő kiképzett.
  - szárazföldi erő: 50 817 fő
  - légierő és légvédelem: 3 000 fő
  - haditengerészet: 7 000 fő
- Sorozás, toborzás rendje: önkéntes.
- Mozgósítható lakosság: 4,1 millió fő, ebből 3,6 millió fő alkalmas harci szolgálatra.

## Szárazföldi erő: 50 817 fő

### Szervezetek
- 1 német-holland hadtestparancsnokság
- 1 gépesített hadosztály-parancsnokság
- 3 gépesített dandár
- 1 légimozgékonyságú dandár
- 1 tábori tüzér csoport
- 1 műszaki csoport
- 1 légvédelmi tüzérzászlóalj
  - Mindegyik harci egységben: 14 zászlóalj, melyekben 3 harckocsi, 6 gépesített, 3 légimozgékonyságú, műszaki-utász, felderítő, 7 osztály, ebben 6 tüzér osztály, 1 légvédelmi rakétaosztály, 1 M270 MLRS üteg.
- A territoriális parancsnokság alárendeltségében:

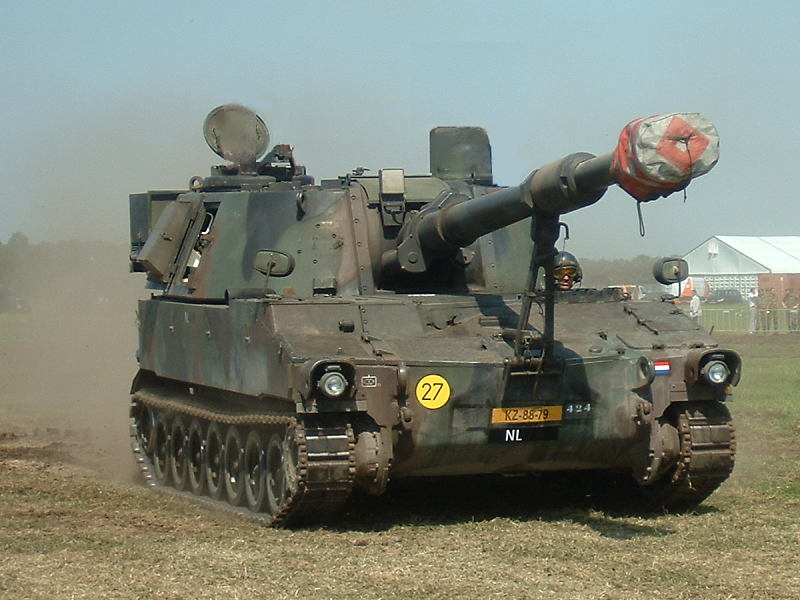
Holland M109 Paladin önjáró löveg a Holland Királyi Erőből.

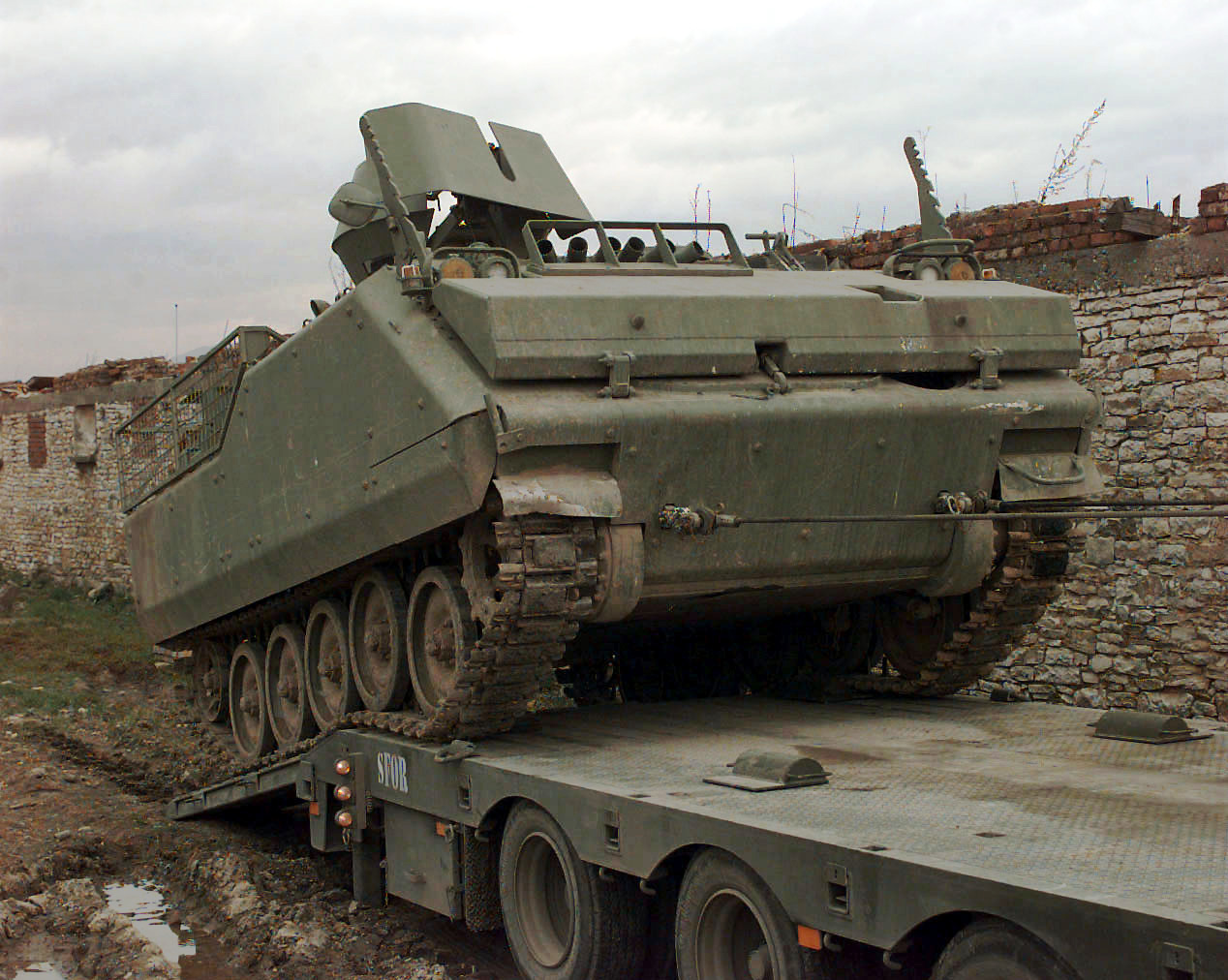
YPR-765 páncélozott gyalogsági harcjármű.

  - 5 lövészzászlóalj.

### Fegyverzete
- 510 db Leopard 2A6
- 25 db Leopard–1A5 harckocsi
- 600 db YPR–765 páncélozott gyalogsági harcjármű
- 184 db CV90
- 410 db Fennek
- 384 db Boxer
- 90 db Patria XA-188
- 25 db Buchmaster
- 25 db Buffel (Leopard 2)
- 23 db Fuchs
- 6 db Fuchs 2
- 367 db löveg, ebből 120 db 155 mm-es önjáró M–109A3
- 22 db M270 MLRS
- 152 db aknavető
- 185 db hátrasiklás nélküli löveg
- 60 db 35 mm-es Gepard önjáró légvédelmi löveg
- 312 db FIM–92 Stinger kézi légvédelmi rakétaindító
- 753 db páncélelhárító rakéta
- 72 db M109 Paladin önjáró löveg
- 60 db Cheetah harcjárműre épített légvédelmi gépágyú (Gepard elektroniakai berendezéssel)
- 57 db PzH 2000 önjáró löveg

Harcjárművek
- DAF kamion
- 555 Scania WLS kamion
- Mercedes-Benz G terepjáró
- Land Rover Wolf terepjáró

Katonák fegyverzete
- GLOCK 17, 9 mm-es pisztoly
- SIG Sauer P226, 9 mm-es pistoly
- Heckler & Koch MP5, 9 mm-es géppisztoly
- FN Herstal P90
- Mossberg M590A1 sörétes puska
- Diemaco C7/C7A1, 5,56 mm-es gépkarabély
- Diemaco C8/C8A1
- FN Minimi, 5,56 mm-es golyószóró
- FN MAG, 7,62 mm-es géppuska
- Browning M2HB, .50-es nehézgéppuska
- Steyr SSG-69, mesterlövészpuska
- Mauser SR93 mesterlövészpuska
- Barrett M82, .50-es rombolópuska
- AG36, 40mm-es gránátvető
- L16A2, 81 mm-es aknavető
- 120 mm-es aknavető
- Dragon irányított páncéltörő rakéta
- AT4 páncéltörő rakéta
- TOW páncéltörő rakéta
- Rafael Gill páncéltörő rakéta
- Panzerfaust-3 páncéltörő rakéta

## Légierő, légvédelem: 11 050 fő

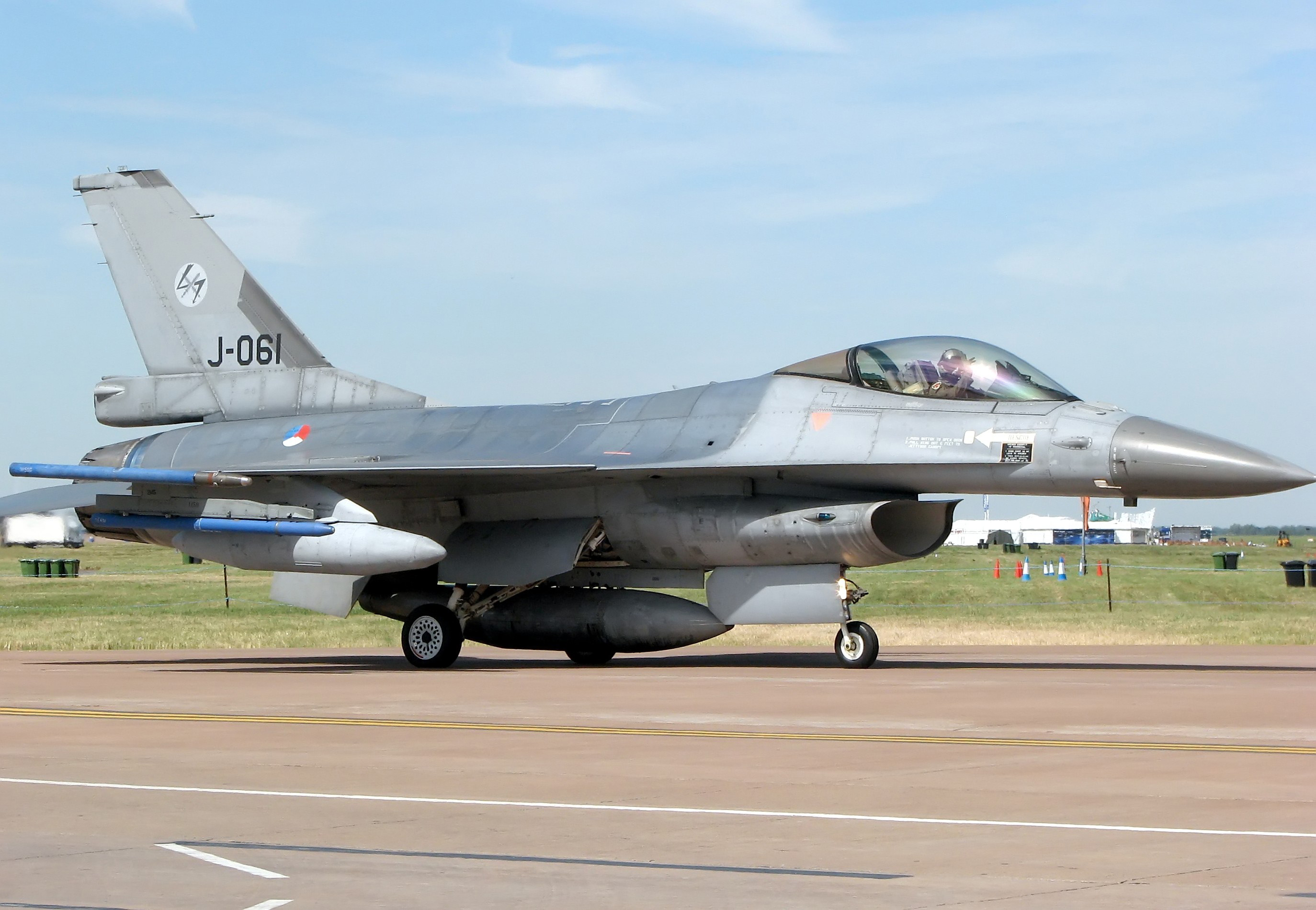
F-16A Fighting Falcon a Royal Netherlands Air Force (RNLAF) kötelékéből.

### Szervezete
- 5 vadászbombázó és vadászrepülő század
- 1 felderítő század
- 1 szállító század
- 1 kiképző század
- 6 helikopterszázad
- 12 légvédelmi rakétaüteg

## Haditengerészet: 12 130 fő
Hajóállomány:
- 10 db Valrus tengeralattjáró
- 14 db De Reiter fregatt
- 21 db Cortenaer fregatt
- 11 db Jacob van Heemskerk fregatt

A Holland Királyi Haditengerészet lobogója.

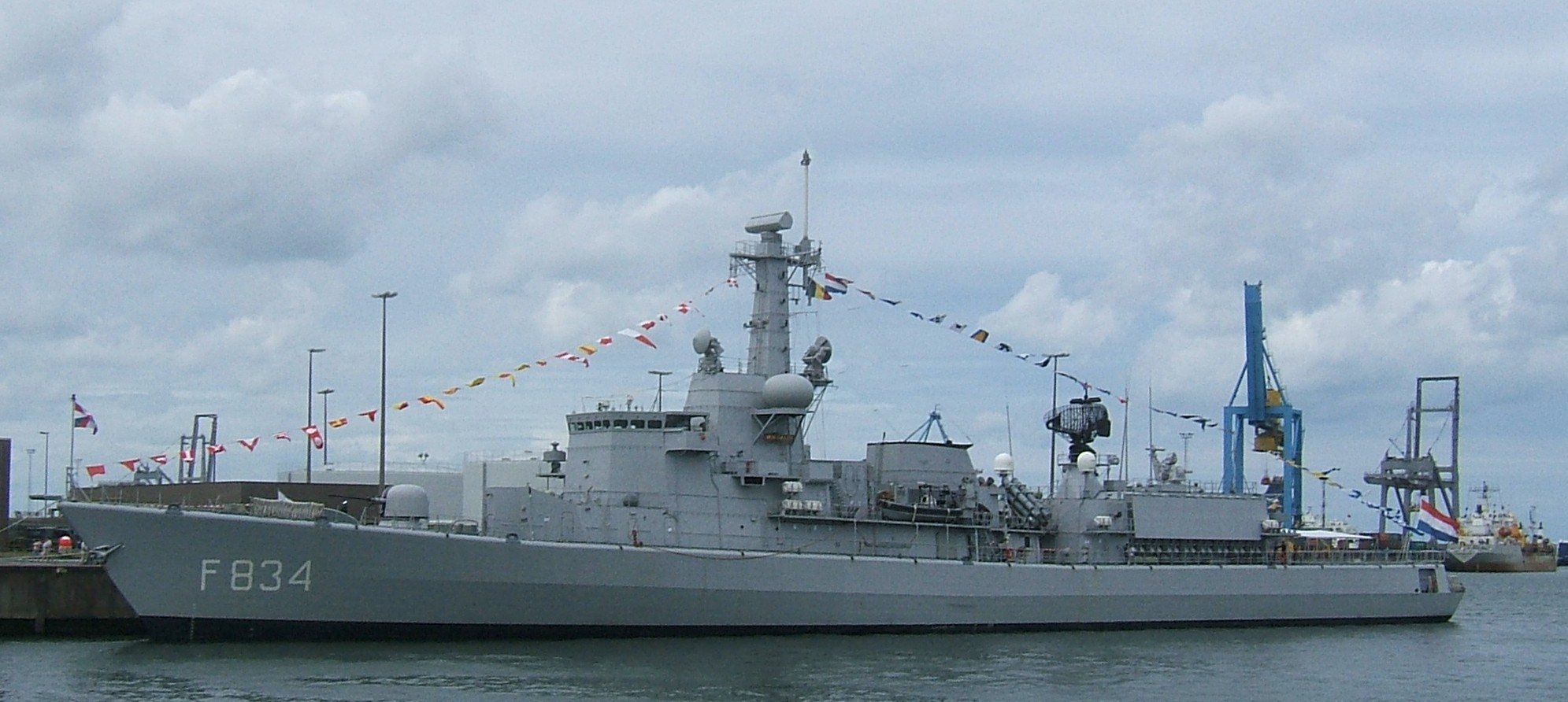
HNLMS (Holland Királyi Haditengerészet) Hr. Ms. Van Galen (F834) fregattja Zeebrugge-ben.

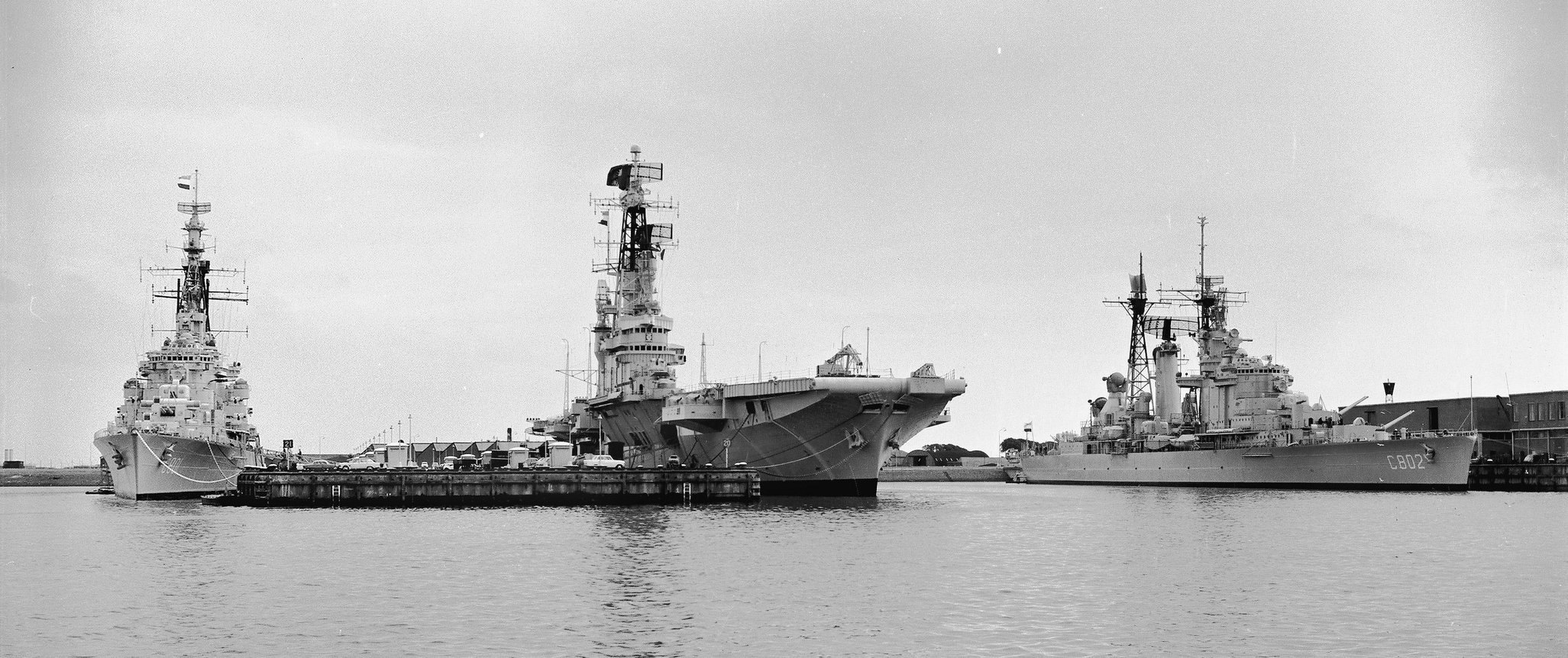
A holland haditengerészet nagy egységei 1968-ban, balra a Hr.Ms. De Ruyter könnyűcirkáló, középen a Hr.Ms. Karel Doorman repülőgép-hordozó, jobbra a Hr. Ms. De Zeven Provinciën könnyűcirkáló.

- 9 db Karel Doorman-osztályú fregatt
  - ez a 31 db fregatt irányított rakétákkal is fel van szerelve
- 21 db Alkmaar aknaszedő, és mentesítő
- 3 db deszant Rotterdam helikopter-anyahajó
- 2 db repülőgép-anyahajó
- 18 db deszant-szállítónaszád
- 60 db kisegítő, támogató hajó, ebből 2 db ellátóhajó, 1 db kísérleti hajó, 1 db oceanográfiai hajó, 2 db hidrográfiai hajó, 12 db búvárnaszád
- 10 db kiképzőhajó
- 16 db vontató

### Haditengerészeti repülőerő: 950 fő

#### Szervezete
- 2 légijárőr-század
- 2 többcélú helikopterszázad

Repülők, helikopterek
- 71 db Đ–ÇŃ helikopter
- 91 db Westland Lynx helikopter.

### Tengerészgyalogság: 9100 fő
- 4 zászlóalj, ebből 1 tartalék
- 1 biztosító zászlóalj

Fegyverzete
- 440 db 105 mm-es vontatott löveg
- 120 db 81 mm-es
- 1 000 db 120 mm-es aknavető
- M47 Dragon és M136 AT4 típusú páncélelhárító rakéták
- FIM–92 Stinger típusú légvédelmi rakéták.